# Zona Monumental de San Juan Bautista

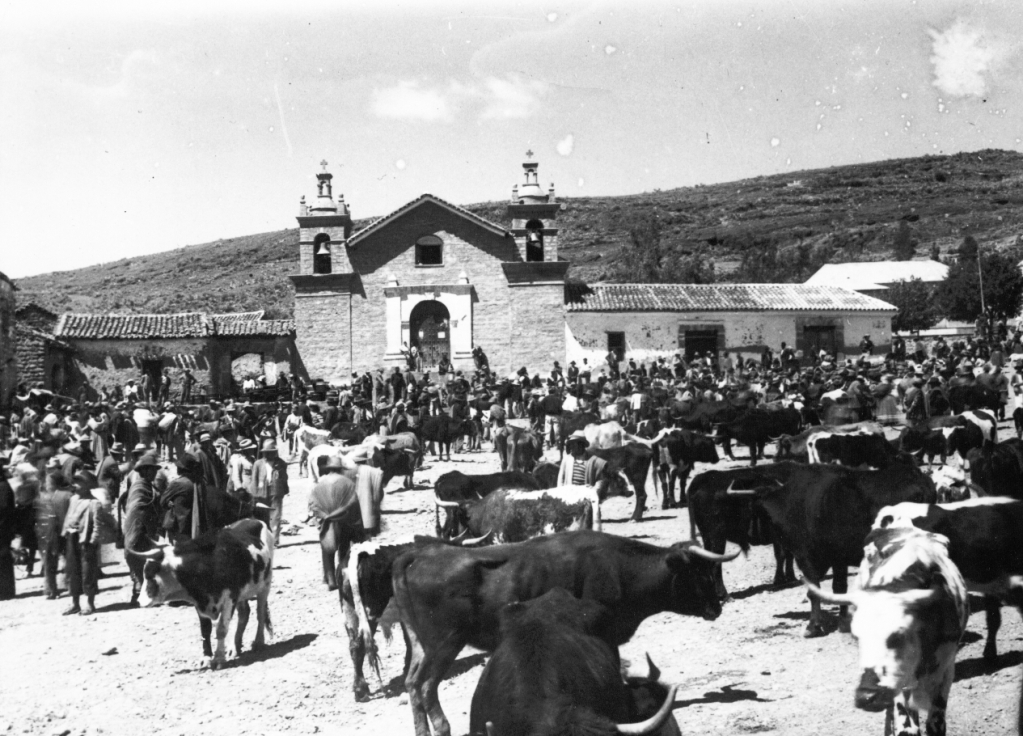
Plaza central de San Juan el Bautista

La Zona Monumental de San Juan Bautista es el casco histórico ubicado en el distrito de San Juan Bautista, en la provincia de Huamanga, Ayacucho, Perú. La zona monumental es «Patrimonio Cultural de la Nación» desde el 28 de diciembre de 1989. La zona monumental es conocida por sus casonas coloniales.
La zona monumental de San Juan el Bautista está comprendida dentro de los siguientes límites según el R.S.N°2900-72-ED del 28 de diciembre de 1989: "Es el área comprendida dentro del perímetro formado por los límites con los distritos de Carmen Alto y Ayacucho, y el Cerro Acuchimay".

## Lugares de interés
- Iglesia de San Juan Bautista[3]